# Alexandre José Maria dos Santos

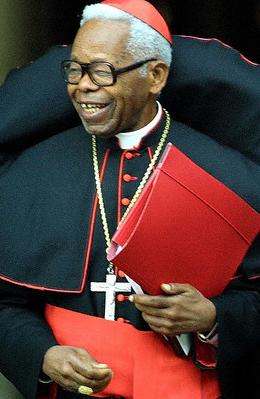
Alexandre José Maria Kardinal dos Santos (2011)

Kardinalswappen

 Alexandre José Maria Kardinal dos Santos OFM (* 18. März 1924 in Zavala, Mosambik; † 29. September 2021 in Maputo) war ein mosambikanischer Geistlicher und römisch-katholischer Erzbischof von Maputo.

## Leben
Alexandre José Maria dos Santos studierte Katholische Theologie und Philosophie in Nyasaland und Portugal. Er trat in den Franziskanerorden ein und empfing am 25. Juni 1953 das Sakrament der Priesterweihe. Von 1954 bis 1972 arbeitete er als Seelsorger in der franziskanischen Mission in Inhambane, von 1972 bis 1974 leitete er als Rektor das Knabenseminar in Vila Pery.
Am 23. Dezember 1974 ernannte ihn Papst Paul VI. zum Erzbischof von Lourenço Marques (Maputo). Die Bischofsweihe spendete ihm der Kardinalpräfekt der Kongregation für die Evangelisierung der Völker, Agnelo Rossi, am 9. März 1975; Mitkonsekratoren waren der Erzbischof von Daressalam, Laurean Kardinal Rugambwa, und der Bischof von Malanje, Eduardo André Muaca.
Papst Johannes Paul II. nahm ihn am 28. Juni 1988 als Kardinalpriester mit der Titelkirche San Frumenzio ai Prati Fiscali in das Kardinalskollegium auf. Er engagierte sich für die Bildung Mosambiks, zum Beispiel durch die Gründung der Universität São Tomás in Mosambik. Er engagierte sich in den Befriedungsprozessen 1992 nach dem Mosambikanischen Bürgerkrieg von 1977 bis 1992.
Am 22. Februar 2003 nahm Papst Johannes Paul II. das von Alexandre José Maria dos Santos aus Altersgründen vorgebrachte Rücktrittsgesuch vom Amt des Erzbischofs von Maputo an. Alexandre José Maria dos Santos war Mosambiks erster einheimischer Priester, Bischof und Kardinal. Er starb am 29. September 2021 im Alter von 97 Jahren in Maputo.